# Leo Laba Ladjar
Leo Laba Ladjar, né le 4 novembre 1943 à Bauraja dans la province des petites îles de la Sonde orientales en Indonésie est un évêque indonésien, évêque de Jayapura entre 1997 et 2023. 

## Formation
Il a fait ses vœux au sein de l'Ordre des frères mineurs. 

## Évêque
Le 6 décembre 1993, le pape Jean-Paul II le nomme Évêque auxiliaire de Jayapura. Il reçoit l'ordination épiscopale le 10 avril 1994.
Le 29 août 1997, il devient évêque de Jayapura. 
Il est vice-président de la Conférence des évêques d’Indonésie.